# خنپا دزون (بوتان)
خنپا دزون (به لاتین: Khenpa Dzong) یک منطقهٔ مسکونی در بوتان (کشور) است که در Lhuntse District واقع شده‌است.